# حاجی‌میر
حاجمیر از روستاهای استان آذربایجان شرقی است که در دهستان کاغذکنان مرکزی بخش کاغذکنان شهرستان میانه واقع شده‌است. در بهار روستایی حاجمیر کاملاً سرسبز است. یک رود که از تمامی چشمه‌های این روستا سرچشمه می‌گیرد در این روستا وجود دارد. حاجمیر میوه‌هایی نظیر زردآلو، آلو، هلو، آلبالو، گیلاس، توت، شاتوت، سیب، گلابی، گردو، بادام و انگور دارد. حاجمیر تابستان‌هایی نسبتاً خنک و زمستان‌هایی کاملاً سرد که همه روزهای زمستان را برف گرفته‌است دارد. اکثرحاجیمیری ها در تهران در صنعت پیچ و مهره فعالیت دارن و در روستا به شغل کشاورزی و دامپروری مشغول اند.